# (3179) Beruti
(3179) Beruti (1962 FA) ist ein ungefähr 21 Kilometer großer Asteroid des äußeren Hauptgürtels, der am 31. März 1962 am Observatorio Astronómico de La Plata in La Plata, Argentinien (IAU-Code 839) entdeckt wurde. Er gehört zur Themis-Familie, einer Gruppe von Asteroiden, die nach (24) Themis benannt ist.

## Benennung
(3179) Beruti wurde nach dem argentinischen Komponisten Arturo Berutti (1858/62–1938) benannt, der unter anderem die Opern Pampa, Khrysé, Evangelina und Tarass Bulba komponierte.